# Tristan Tzara
Tristan Tzara, ursprungligen Samy eller Samuel Rosenstock, född 16 april 1896 i Moinești i länet Bacău, i den historiska regionen Moldova i kungariket Rumänien, död 25 december 1963 i Paris, var en rumänskfödd,  fransk poet, essäist och dramatiker som redan i 20-årsåldern blev en central banérförare åt dadaismen i Zürich. Han stod även den efterföljande franska surrealismen nära i Paris, men anses solitär och trogen en egen poetisk vision under hela sitt liv. På svenska är Tzara representerad i antologier alltsedan 1930-talet. 2004 utkom en första enskild volym med ett litet urval av hans tidiga poesi, Dada är allt!.

## Liv
Samuel Rosenstocks föräldrar var judiska rumäner, vilka sägs ha talat jiddisch som modersmål. Såväl far som farfar var företagare inom skogsnäringen, men diskrimineringslagar gjorde varken dem eller den unge Samuel till fullvärdiga medborgare av landet förrän efter 1918. Efter några grundläggande skolår i födelsestaden skickades han till Bukarest för högre studier. Här fick han undervisning i bl. a. franska, matematik och musik. Efter studentexamen tog han kurser i matematik och filosofi vid huvudstadens universitet. Hösten 1915 begav han sig till Zürich för fortsatta studier vid universitetet där. Detta var under första världskriget och han befann sig i det neutrala Schweiz huvudstad, där han blev en i kretsen kring Hugo Balls litterära Cabaret Voltaire våren 1916 och en centralgestalt i framväxten av dadaismen. Franskan var och förblev hans författarspråk från och med nu. 
Till Paris flyttade han i december 1919. Fram till maj 1921 skapade han där tillsammans med bland andra André Breton och Louis Aragon en mängd dadaistiska upptåg. Därefter övergick Breton och Aragon till utvecklandet av surrealismen. Tillsammans med en grupp surrealister såg de till att högljutt avbryta en föreställning av Tzaras pjäs Le Coeur à gaz i juli 1923, för att demonstrera sin litterära oavhängighet av dadaismen.

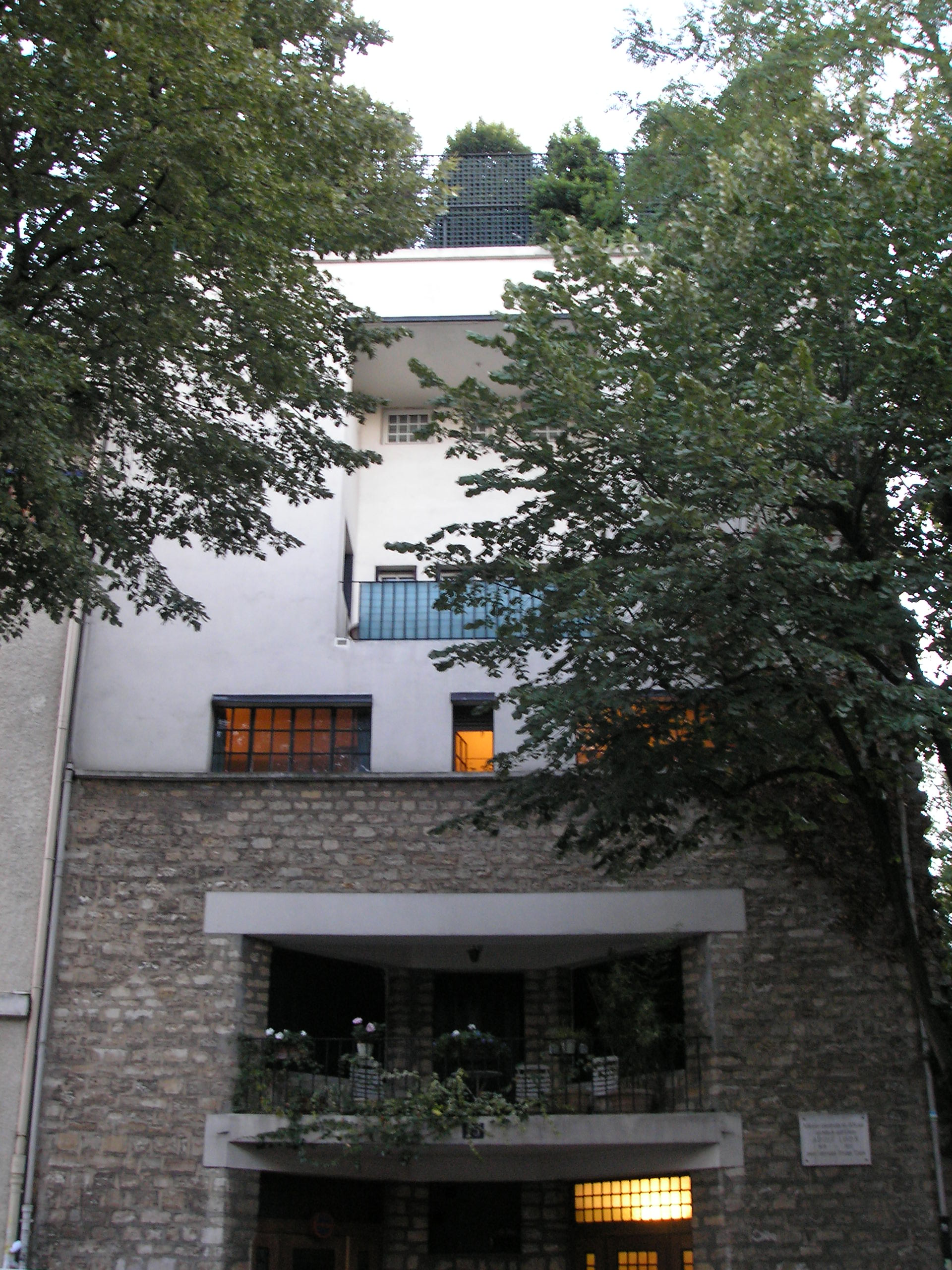
Maison Tzara i parisstadsdelen Montmartre.

1924 träffade Tristan Tzara den svenskfödda bildkonstnären och poeten Greta Knutson efter en föreställning av hans pjäs Muchoir de nuages som sattes upp på La Cigale. De gifte sig året efter. 1925 fick också Adolf Loos, den österrikiske företrädaren för funktionalismen, det senaste skriket inom arkitekturen, i uppdrag att rita deras hus, Maison Tzara i Montmartre, vilket under några år blev en samlingspunkt för konstnärer och författare. Sonen Christophe föddes 15 mars 1927. Makarna var gifta fram till 1942. 
Det dröjde till 1929 innan Tzara blev en del av surrealistgruppen. I likhet med Aragon och Paul Éluard blev han senare också medlem av Franska kommunistpartiet och var under ett par år inblandad i understödet till republiken i spanska inbördeskriget. Under den tyska ockupationen av Frankrike från 1940 och fram till krigsslutet var Tzara aktiv inom den franska motståndsrörelsen. 
I mars 1947 höll han en föreläsning i den anrika byggnaden Sorbonne över ämnet Le Surréalisme et l'après-guerre. Han näpsade André Breton för dennes bortovaro (exil) under krigsåren och hävdade att "historien gått förbi surrealismen". Breton reste sig ursinnigt och ställde sig upp i bänken, i 1600-talssalen från Richelieus tid, och skrek åt Tzara att han "borde skämmas som håller sitt tal på ett sånt här ställe!" När Tzara fortsatte med en anspelning på dem som bedömde ockupationen "högt uppifrån Frihetsgudinnan", tog sig Breton fram till föreläsaren och – i brist på annat – välte omkull hans glas med vatten innan han rusade ut ur salen och tog med sig en stor del av publiken.
Tristan Tzara dog i lungcancer. Svärdottern Claude Sarraut berättar i en memoarbok hur Christophe Tzara, som var utbildad läkare, hjälpte honom att dö, genom att ge honom en sista dödlig dos med morfin. Han ligger begravd på Montparnassekyrkogården i Paris.
Till hundraårsdagen av Tristan Tzaras födelse uppfördes 1996 ett dadamonument av den rumänskfödde, tyske skulptören Ingo Glass längs Bacăuvägen i födelsestaden Moineşti. DADA står det på en 25 meter lång sträcka med 10 meter höga och 2, 6 meter breda bokstäver i armerad betong, vilka tillsammans väger 120 ton.

## Verk
Författarnamnet Tristan Tzara växte fram under studieåren vid läroverket och universitetet i Bukarest då han publicerade en hel del dikter på rumänska. Förnamnet Tristan sägs referera till hjälten i den gamla keltiska sagan om Tristan och Isolde så som denna återges i Richard Wagners opera med samma namn. Efternamnet Tzara [Ţara] betyder "jord" eller "land" på rumänska.
I Zürich formades hans poesi delvis av estraden och den fysiska kontakten med en bildad kabaretpublik på Cabaret Voltaire från februari 1916 och därefter på Zunft zur Waag från sommaren samma år. Här uppfann Tzara bland annat simultandikten för sceniskt bruk, första gången framförd i mars 1916 på Cabaret Voltaire tillsammans med Richard Huelsenbeck och Marcel Janco, då alla tre läste varsin egen dikt på olika språk samtidigt. Detta utvecklade han senare tillsammans med Hans Arp och Walter Serner till en skrivform för flera personer, där deras ord och meningar på olika språk bildade en enda text. Tzara debuterade för övrigt denna tid med ett stycke för teater kallat La Première aventure céleste de monsieur Antipyrine. I Zürich och senare i Paris verkade han också som redaktör för tidskriften Dada (1917-21), där alla hans dadamanifest ursprungligen publicerades. Dada utkom bara med sju nummer, men uppmärksammades internationellt.
1931 gav han ut den långa, närmast episka dikten L'Homme approximatif, författad åren 1925–1930. Den dedicerades "till Greta" och är betraktad som ett mästerverk av många. Enligt Artur Lundkvist markerar dikten en höjdpunkt inom den litterära surrealismen. Ett av Tzaras främsta diktverk från efterkrigstiden, La Face intérieure, påbörjades efter den spanska revolutionens och republikens nederlag och fortsatte att författas under tiden som partisan i Frankrike. Det är daterat 1938-43, men utgivet först tio år senare.
Under 1950-talet utförde han litteraturhistoriska och språkhistoriska arbeten av betydelse. Han fördjupade sig i François Villons poesi och såg bland annat till att rader som tidigare tillskrivits en viss Jean Vaillant återbördades till Villon. Han upptäckte även 1600 anagram i Villons verk och lyckades förlänga hans levnadsålder med två år. Enligt François Buot, som skrivit en biografi över Tzara, lämnade han efter sig ett lika digert arbete om François Rabelais, vilket ännu inte har utgivits.
Hans samlade verk gavs ut i sex volymer mellan 1975 och 1991. 
Ett svenskt dikturval utgavs 2004. Detta inleds med den tidiga diktsviten Program för biograf Abstrakta Hjärtat från första året i Paris, år 1920. De sju dadamanifest som publicerades i bokform på franska första gången 1924 är allihop översatta till svenska i standardverket Moderna manifest (1973). Den avslutande del XIX av den långa surrealistiska dikten Den ungefärliga människan (L'Homme approximatif) är med i antologin Vithåriga revolvrar (1966) tillsammans med flera andra dikter av Tzara.

## Verkförteckning (urval)

### Dikter
| - Vingt-cinq poèmes, illustrerad av Hans Arp, (Zürich: Collection Dada, 1918) Online (I.D.A.)) - Femogtyve digte, en dansk tolkning av Manni Crone och Roland Paardekooper (Forlaget Bebop, 2003) - Vingt-cinq-et-un poèmes, nyutgåva med ytterligare en tidigare opublicerad dikt tillagd (Paris: Collection l'age d'or, Edition de la Revue Fontaine, 1946) - Cinéma calendrier du cœur abstrait. Maisons, illustrerad med träsnitt av Hans Arp (Paris: Collection Dada, Au Sans Pareil, 1920) - Program för biograf Abstrakta Hjärtat, ingår i DADA ÄR ALLT! (Bakhåll, 2004) - Indicateur des chemins de coeur (Paris: Editions Jeanne Bucher, 1928) - De nos oiseaux (Paris: Editions Kra, 1929) - L'Arbre des voyageurs (Paris: Editions de la Montagne, 1930) - L’Homme approximatif (Paris: Editions Fourcade, 1931; andra upplaga Editions Gallimard, 1968) - Approximate Man, en engelsk tolkning av Mary Ann Caws. Ingår i: "Approximate Man" and Other Writings (Detroit: Wayne State University Press, 1973; Boston: Black Widow Press, 2005) - Où boivent les loups (Paris: Editions des Cahiers Libres, 1932; andra upplaga Poésie Club, Guy Chambelland, Librairie Saint-Germain-des-Prés, 1968) - L'Antitête (Paris: Editions des Cahiers Libres, 1933; andra upplaga Editions Bordas, 1949) - Le Désespéranto (1933) - Primele Poeme ale jui Tristan Tzara urmate de Insurectia dela Zurich, Tzaras första dikter, skrivna i Rumänien (Bukarest: Editura Unu, 1934) - Les Premiers poèmes, en fransk översättning av Tzaras första dikter, tillsammans med fem opublicerade tidiga dikter (Paris: Editions Seghers, 1965) - La Main passe (Paris: Editions G.L.M., 1935) - Grains et issues (1935) - Sur le champ (Paris: Editions Sagesse, 1935) - Ramures (Paris: Editions G.L.M., 1936) | - Vigies (Paris: Editions G.L.M, 1937; andra upplaga Editions Alexandre Loewy, 1962) - Midis gagnés (Paris: Editions Denoel, 1939; en andra utgåva tillsammans med samlingen La Main passe, 1948) - Ça va (Cahors: Centre des Intellectuels, 1944) - Une route seul soleil (Toulouse: Bibliotèque Française, Comité National des Ecrivains, Centre des Intellectuels, 1944) - Entre-temps (Paris: Collection le Calligraphe (no. 4), Editions Le Point du Jour, 1946) - Le Signe de vie (Paris: Editions Bordas, 1946) - Terre sur terre (Genève / Paris: Editions des Trois Collines, 1946) - Morceaux choisis (Paris: Edition Bordas, 1947) - Phases (Paris: Editions Seghers, 1949) - Sans coup férir (Paris: Jean Aubier, 1949) - De mémoire d'homme (Paris: Editions Bordas, 1950) - Parler seul (Paris: Editions A. Maeght, 1950; andra upplaga Collection Planètes, no. 2, Editions Caractères, 1955) - Le Poids du monde (Saint-Girons (Ariège): Editions Au Colporteur, no. 5, 1951) - La Face intérieure (Paris: Editions Seghers, 1953) - A haute flamme (Paris: Raymond Jacquet, 1955) - La Bonne heure (Paris: Raymond Jacquet, 1955) - Miennes (Paris: Editions Caractères, 1955) - Le Temps naissant (Alès: Editions P.A.B., 1955) - Le Fruit permis (Paris: Edition Caractères, 1956) - Frère bois (Alès: Editions P.A.B., 1957) - La Rose et le chien (Alès: Editions P.A.B., 1958) - Juste présent (Lausanne: Editions La Rose des Vents, 1961) |

### Pjäser
- La Première aventure céleste de monsieur Antipyrine, en pjäs illustrerad med färglagda träsnitt av Marcel Janco (Zürich, 1916) Online (International Dada Archive)
- Le Coeur à gaz (1921, utgiven 1946)
- Mouchoir de nuages (1924)
- La Deuxième aventure céleste de M. Antipyrine (1938)
- La Fuite: poème dramatique en quatre actes et un épilogue (1947)

### Essäer
- Sept manifestes Dada, med teckningar av Francis Picabia (Paris: Editions Jean Budry, 1924; nyutgåva  tillsammans med Lampisteries, ett urval artiklar av Tzara (1963)
  - Dadamanifest (1916–1920), samtliga sju dadamanifest av Tzara, Monsieur Antipyrines manifest (1916), Dada-Manifest 1918 (1918), Proklamation utan pretention (1919), Antifilosofen monsieur Aa's manifest (1920), tristan tzara (1920), Monsieur Aa antifilosofen skickar oss detta manifest (1920) och Dada manifest om den svaga kärleken och den bittra kärleken (1920), i Gunnar Qvarnström: Moderna manifest. 1. Futurism och dadaism (Stockholm: Almqvist & Wiksell, 1973), s 94–115
- Essai sur la situation de la poésie (1931)
- Minuits pour géants (1932)
- Le Surréalisme et l'après-guerre (1947)
- L'Art Océanien (Paris: Editions A.P.A.M., 1951)
- Picasso et la poésie (Roma: De Luca, 1953)
- L'Egypte face à face (Lausanne: Editions de Clairefontaine, 1954)
- Le Secret de Villon (Œuvres complètes 6, 1991)

### Redaktörskap
- Dada 1917-21 (7 nr), Zürich-Paris Online (I.D.A.)
- Der Zeltweg, november 1919 (1 nr), tillsammans med Walter Serner och Otto Flake, Verlag Mouvement Dada, Zürich
- Le Coeur à barbe (1 nr), Paris, 1922 Online (I.D.A.)

### Samlade verk
- Œuvres complètes, 6 volymer (Flammarion, 1975-1991)

### Svenska
- Dada är allt! (översättning: Ingar Gadd och Ylva Lindberg, efterord: Peter Glas) (Lund: Bakhåll, 2004)

#### Antologier
- Fransk surrealism, dikter tolkade av Gunnar Ekelöf och Greta Knutson Tzara (spektrum, 1933)
- Vithåriga revolvrar, svensk tolkning av Artur Lundkvist och Åsa Scherdin-Lambert (FIB:s lyrikklubb, 1966), s. 73-95
- Moderna manifest. 1: Futurism och dadaism, under redaktion av Gunnar Qvarnström (Almqvist & Wiksell, 1973)
- Dada, i urval och översättning av Ingemar Johansson  (Bakhåll, 1985)

#### I tidskrifter och dagstidningar[12]
- "På vägen av havets stjärnor" (översättning Eugen Wretholm). I tidskriften Poesi, 1950: nr 2, s. 64-68
- "Apollinaire - den dräpte skalden" (anonym översättning). I tidskriften Röster i radio, 1954: nr 11, s. 9, 14
- "Sånger och osånger" (översättning Arne Häggqvist). I tidskriften Bonniers litterära magasin, 1964: nr 1, s. 43
- "Att göra en dadaistisk dikt: ur Sju dadamanifest" (översättning Torsten Ekbom). I dagstidningen Dagens nyheter, 9 aug 1965
- "Orsak att leva" (översättning Lasse Söderberg). I tidskriften Lyrikvännen, 1973: nr 4, s. 31
- "[Två dikter]", (översättning Lasse Söderberg resp. Claes Ejdemyr). I Lyrikvännen, 1978: nr 1, s. 41-42
- Ur Dada Almanach, ett utdrag ur "Chronique Zurichoise 1915-1919", ett av Tzaras bidrag i antologin "Dada Almanach" (1920), Lyrikvännen 1/78, s 43-44.

### Fotnoter
1. ↑  Bibliothèque nationale de France, BnF Catalogue général : öppen dataplattform, id-nummer i Frankrikes nationalbiblioteks katalog: 119273045, läst: 10 oktober 2015.[källa från Wikidata]
2. ↑  Cernat, s 35.
3. ↑  Livezeanu, s 241.
4. ↑  Marius Hentea (2014).
5. ↑  Mark Polizzotti: Revolution of the Mind. The Life of André Breton (Black Widow Press, 2009), s 491.
6. ↑  Claude Sarraut (2010)
7. ↑  Tzaras ungdomsdikter på modersmålet rumänska, skrivna 1911-15, då han alltså var 15-19 år gammal, utgavs 1934 under titeln Primele Poème.
8. ↑  Buot (2002), s. 20-22.
9. ↑   Lyssna på denna inspelning av simultandikten L'Amiral cherche une maison à louer. (ubusound.memoryoftheworld.org)
10. ↑  Omdömen av Artur Lundkvist (1958).
11. ↑  Om Tzaras verk Le Secret de Villon.
12. ↑   Bygger på bibliografin "Dadister och surrealister på svenska" i Bakhåll. 1994 (även kallad "Stora katalogen"), s. 31-33.